# Chrysomya bezziana
Espèce
Chrysomya bezziana est une espèce de Diptères de la famille des Calliphoridae, qui comprend les mouches dites bleues, les mouches charognardes et les pollénies.
Également connue sous le nom de « mouche-à-vis de l'Ancien Monde » ou de « ver-à-vis de l'Ancien Monde »[réf. souhaitée], c'est un holoparasite des mammifères. L'adulte se nourrit de matière organique en décomposition, tandis que ses larves se nourrissent de tissus vivants en causant des myiases, lésions cutanées profondes en forme de poche, qui peuvent être très dommageables pour l'hôte.
Chrysomya bezziana est un ravageur dont les infestations peuvent causer des dommages économiques et sanitaires.
Nommée en l'honneur de l'entomologiste italien Mario Bezzi, cette mouche a une large distribution qui couvre l'Asie, l'Afrique tropicale, l'Inde et la Papouasie-Nouvelle-Guinée.
L'adulte est vert métallique ou bleu avec une face jaune.
Comme d'autres espèces du genre Chrysomya telles que Chrysomya rufifacies et Chrysomya putoria, C. bezziana peut être utilisée pour estimer l'intervalle post-mortem en entomologie médico-légale.

## Description
Chrysomya bezziana appartient à la famille des Calliphoridae qui comprend les mouches dites bleues, les mouches charognardes et les pollénies. D'autres espèces parasites se rencontrent dans cette famille, telles que Cochliomyia hominivorax et Cochliomyia macellaria. La forme imago est une mouche, l'état larvaire qui comporte deux mues est communément appelée « asticot ».

### Imago
Au stade imago, Chrysomya bezziana est généralement de couleur vert métallique ou bleu. Typiquement, son front est jaune avec de fines soies jaune-clair. Sa longueur varie de 8 à 12 mm. Les tergites abdominaux présentent des bandes étroites plus foncées tandis que les pattes sont noires ou brun foncé. Les ailes présentent un aspect vitreux et seules leurs bases sont infusées. Les spiracles antérieurs vont du brun foncé à l'orange.

### Larves
Les spiracles postérieurs ne sont pas dissimulés dans la cavité corporelle et leur périmètre est ouvert. Le spiracle antérieur de Chrysomya bezziana comporte quatre à six lobes. Après la deuxième mue, c'est-à-dire au 3e instar du stade larvaire, les larves sont lisses, dépourvues de proéminences corporelles évidentes, sauf sur le dernier segment.

### Identification
Compte-tenu de son statut de ravageur, il est utile de pouvoir distinguer C. bezziana d'espèces proches susceptibles d'être confondues.

#### Au stade adulte
Un proche parent, Chrysomya megacephala, est présent dans de nombreuses régions infestées de C. bezziana. Les imagos mâles peuvent être distingués par l'observation de leurs facettes oculaires. Chez C. bezziana il n'y a pas de marque séparant les facettes oculaires supérieures et inférieures, tandis que chez C. megacephala on observe une telle limite. Les femelles des deux espèces ne présentent pas de différence aussi marquée. L'identification peut être menée en analysant le vertex (partie supérieure de la tête d'un insecte). Celui de C. bezziana est davantage parallèle, tandis que C. megacephala a un vertex nettement rétréci au centre.

#### Au stade larvaire
Les prélèvements ont lieu sur les plaies à l'aide de pince, en veillant à prélever en profondeur.
Les larves prélevées sont mises en culture pour atteindre leur 3e instar. Les larves de C. bezziana peuvent se distinguer de celles de C. hominivorax par l'observation des troncs trachéaux dorsaux. Chez C. hominivorax ceux-ci sont pigmentées d'une couleur foncée du 12e au 10e ou parfois jusqu'au 9e segment, tandis que chez C. bezziana, les spiracles ne sont pigmentées que sur la dernière moitié du 12e segment. Des analyses des chaînes carbonées de la chitine ou des analyses ADN sont possibles.

## Cycle de vie
C. bezziana, comme les autres diptères, est holométabole et se développe en quatre étapes : œuf, larve, nymphe (appelée pupe) et adulte ou imago.
Il n'y a qu'une seule ponte de 175 œufs en moyenne. Les œufs sont pondus dans les plaies et les muqueuses d’un mammifère vivant et éclosent après 24 heures. Les larves se développent pendant pendant 5 à 7 jours en se nourrissant des tissus vivants de l'hôte. Elles sont particulièrement attirées par le sang. Elles subissent deux mues puis tombent au sol pour se nymphoser. La durée du stade nymphal varie en fonction de la température, un temps chaud favorisant la croissance. Ce stade varie d'une semaine à deux mois. Les mâles deviennent sexuellement matures 24 heures après avoir quitté leur pupe, tandis que les femelles prennent environ 6 à 7 jours pour atteindre la maturité sexuelle.
Si la température est de 29 °C, le cycle de vie complet dure environ 24 jours alors qu'à des températures inférieures à 22 °C, il s'étale sur deux à trois mois.

### Conséquences pour l'hôte
C. bezziana infecte généralement le bétail et provoque des myiases. Une myiase est l'infestation des tissus, qu'ils soient ou non nécrosés, d'un animal vivant. C. bezziana, comme sa cousine la lucilie bouchère, est qualifiée d'« asticot à viande » primaire parce que ses larves se nourrissent de tissus vivants. Par opposition, les larves d'espèces s'attaquant aux tissus nécrosés sont, elles qualifiées d'« asticot à viande » secondaires. Les miyases peuvent causer des dommages graves et permanents, les plaies extrêmement infestées pouvant entraîner la mort si elles ne sont pas traitées.
Les animaux d'élevages ou domestiques tels que le mouton, le chien, les bovins, le porc peuvent être infestés de même que l'homme.
La femelle adulte pond ses œufs sur des blessures superficielles d'animaux vivants, préférant les blessures vieilles de plusieurs jours. Les œufs de C. bezziana sont généralement déposés dans le nombril des nouveau-nés d’animaux d’élevage ou sur les plaies de castration des bovins. Ils peuvent cependant être pondus sur des plaies ouvertes, des ulcères, de simples égratignures ou sur les muqueuses. Ainsi, des blessures aussi réduites que celles occasionnées par une morsure de tique sont réputées suffisantes pour que la ponte ait lieu.
Après l'éclosion, les larves pénètrent dans les tissus sains de l’hôte pour s'en nourrir. Elles pénétrer jusqu'à 15 cm dans les chairs. À mesure que la miyase endommage les tissus, la plaie produit une odeur caractéristique imperceptible à l'homme mais qui attire d'autres mouches femelles. Elles y pondent également leurs œufs, provoquant une infestation supplémentaire.
Par ailleurs, comme l'imago se nourrit de cadavres ou de matières en décomposition, d'excréments et de fleurs, il peut devenir vecteur mécanique de pathogènes.

## Répartition
C. bezziana est largement répandue dans les zones tropicales de l'Ancien Monde. Elle est particulièrement présente en Asie du Sud-Est, en Afrique tropicale et subtropicale, dans certains pays du Moyen-Orient, en Inde, dans la péninsule Malaise, en Indonésie, aux Philippines ainsi qu'en Papouasie-Nouvelle-Guinée. Elle est présente sur l'île de La Réunion.
On ne la rencontre pas à plus de 2 500 mètres d'altitude. Dans les pays où C bezziana est absente, scientifiques et agriculteurs craignent une propagation par des vols commerciaux, des bateaux ou d'autres moyens de transport. En effet, les climats sous lesquels C. bezziana prospère se rencontrent aussi en Australie et dans les Amériques ; elle se développe ainsi sous des climats identiques à ceux où s'épanouit déjà son parent du Nouveau Monde Cochliomyia hominivora.
L'éventualité d'une propagation de ce ravageur de la Papouasie-Nouvelle-Guinée vers l'Australie est devenue une préoccupation pour cette dernière, l'arrivée de C. bezziana pouvant coûter aux industries de l'élevage jusqu'à 500 millions de dollars[réf. souhaitée] par an.

## Systématique
Le nom valide complet (avec auteur) de ce taxon est Chrysomya bezziana Villeneuve, 1914.

## Chrysomya bezzianaet l'humain
Par son impact sur le bétail, Chrysomya bezziana est un ravageur dont les infestations peuvent causer des dommages économiques et vétérinaires sérieux. Chrysomya bezziana a un impact sanitaire car c'est un parasite de l'homme. Les cas de myiase due à une infestation de Chrysomya bezziana sont probablement sous-estimés,.
Si la plupart des cas humains concernent des patients affaiblis, incapables de se soigner ou de panser leurs blessures, il est conseillé aux aidants des patients affaiblis, outre la prophylaxie au niveau des plaies, de maintenir un environnement n'attirant pas les mouches adultes. D'une manière générale, les habitants des zones infestées sont invités à suivre ces précautions.
L'Organisation Mondiale de la Santé Animale recommande des mesures de contrôle sanitaire pour les importations de pays infestés par C. Bezziana.

### Gestion et contrôle des populations
La gestion de Chrysomya bezziana peut être réalisée à l'aide de plusieurs méthodes différentes, selon la forme adulte ou larvaire.
Les plaies doivent être nettoyées et pansées correctement pour éviter l'infestation par la mouche, car C. bezziana est attirée par les liquides de la plaie et le sang pour y pondre ses œufs. Si une personne soupçonne que son animal ou son bétail est victime d'une myiase, elle doit le signaler à son vétérinaire pour analyse.
L’assainissement de la zone où les adultes sont susceptibles d'infestation est une première mesure prophylactique. De nombreux types de matières en décomposition sont source de nourriture et doivent être éliminés. L'utilisation de moustiquaire oblitérant les accès aux domiciles ou aux lieux de repos des animaux est recommandée.
Les imagos peuvent également être éliminés par insecticides. Parmi les insecticides disponibles on compte notamment l'Ectopor, le Diazinon, le Nagasunt et le Coumaphos. Pour prévenir l'infestation du bétail et d'autres animaux, une pulvérisation ou un trempage sont appropriés.
Pour éliminer et gérer l’infestation des larves dans l’hôte, les larves peuvent être retirées avec une pince. Ce processus d’élimination doit avoir lieu quotidiennement ou aussi souvent que nécessaire jusqu’à ce que l’infestation soit éliminée. Ces larves peuvent également être tuées en appliquant des insecticides appropriés sur les zones infectées et en s'assurant que les plaies sont correctement pansées. Les insecticides organophosphorés comme le Coumaphos, le Dichlofenthion et le Fenchlorphos peuvent être appliqués sur les plaies contenant des larves de mouches. Cela amène les larves à quitter la plaie et à tomber au sol, et elles mourront sans hôte pour se nourrir. Les plaies de castration chez les bovins qui contiennent des régulateurs de croissance des insectes, comme le Dicyclanil, ont des taux de réussite élevés pour empêcher l'établissement de C. bezziana,.

#### Technique de l'insecte stérile
La technique de l'insecte stérile, ou TIS, est centrée sur un handicap reproducteur qui empêche les mouches femelles C. bezzina de s'accoupler plus d'une fois. Elle partage ce trait avec C. hominivorax, espèce sur laquelle la technique a été développée et appliquée avec succès pour la première fois. Les scientifiques ont ainsi pu prévoir que s'il était possible de stériliser cliniquement et de libérer un grand nombre de mâles à l'approche de la période de reproduction, les mâles fertiles pourraient être surpassés et que la majorité des mouches femelles pondraient des œufs stériles. L'irradiation des mâles est généralement utilisée pour la stérilisation.
Le succès de la TIS comme méthode d'éradication dépend du nombre d'insectes stériles libérés, de la compétitivité des insectes stériles par rapport à leurs homologues sauvages et du fait que l'insecte femelle s'accouple plusieurs fois. La TIS est favorisée par l'utilisation intensive de pesticides.
En 1989, une expérience prouve que la TIS a des taux de réussite similaires à ceux de son parent du Nouveau Monde, Cochliomya hominivorax, qui a été éradiqué avec succès d'Amérique du Nord en 1982. À ce jour, Chrysomya bezziana n’a cependant pas été éradiqué par cette méthode.
C'est la seule technique biologique d'éradication applicable en 2019 pour C. bezziana et C. hominivorax.

#### Vaccination
En 2000, la vaccination du bétail contre Chrysomya bezziana est explorée afin de ralentir le développement des asticots Les tests in vivo concluent que les animaux vaccinés donnent naissance à des larves de C. bezziana de poids inférieurs aux larves habituelles. Des larves de poids inférieur pourraient réduire les dommages causés aux tissus vivants voire réduire le développement des mouches. Le potentiel de la vaccination comme source de contrôle n'est pas encore résolu par cet essai, car les mécanismes immunologiques sont très complexes et des études de suivi doivent être menées.

### Études de cas
De nombreux cas chez l’homme impliquent une infestation de la cavité buccale. Les premiers cas signalés d'infestation de la bouche ont été découverts en Inde en 1946. Selon le bulletin d'information Communicable Diseases Watch, 11 des 21 infestations survenues à Hong Kong entre octobre 2002 et décembre 2004 se sont produites dans la cavité buccale.
Une étude de cas rapportée en 2009 impliquant Chrysomya bezziana concerne une femme de 65 ans atteinte d’un Carcinome épidermoïde au visage. Une tumeur développée en ulcère sur la joue gauche n'a pas été couverte. Alors que l’ulcère se propage, la patiente ne cherche aucun traitement contre la myiase pendant deux ans. Le cas est traité en extrayant à la pince une soixantaine de larves. Deux jours après sa sortie, la patiente se présente à nouveau et dix autres larves sont extraites.
L'infestation par Chrysomya bezziana dans les plaies cancéreuses reste très rare et la plupart des cas concernent des carcinomes épidermoïdes chez des patients âgés.
Une autre étude de cas, rapportée en 2008, concerne un garçon de 9 ans en Indonésie. Hospitalisé à cause d'asticots trouvés à l'intérieur de son oreille droite, ceux-ci sont extraits. Une fois éliminés et alors que le patient était en phase de récupération, l'œil droit apparait rouge. À l'examen, un asticot est découvert à l'intérieur d'une lésion de la conjonctive bulbaire puis extrait.

### Utilisation médico-légale
Lors de la détermination de l'intervalle post-mortem par les entomologistes médicaux-légaux, la colonisation par C. Bezziana nécessite d'être particulièrement précautionneux dans l'établissement de cet intervalle, car, d'une part, l'imago peut être attiré par la matière en décomposition, mais d'autre part, il peut avoir pondu sur le mammifère vivant. Ne pas en tenir compte conduit à une mauvaise estimation.